# Freerunner - Corri o muori
Freerunner - Corri o muori (Freerunner) è un film del 2011 diretto da Lawrence Silverstein e interpretato da Sean Faris, Danny Dyer e Tamer Hassan. Il film è stato distribuito nelle sale italiane il 13 luglio 2012.

## Trama
Ryan è un freerunner che insieme ai suoi amici corridori gareggia in competizioni organizzate da Rease. Sono abituati a correre grossi rischi per guadagnare qualche soldo, infatti si spostano correndo da un lato all'altro della città in punti prestabiliti. Nel tempo libero Ryan va a trovare il nonno in ospedale. Ha una fidanzata, Chelsea, a cui tiene molto e che preme per un futuro più sicuro. Ciò che però Ryan dovrebbe sapere e che non sa, è che Rease, l'organizzatore delle competizioni in cui gareggia, è coinvolto con un certo Mr. Frank, un giocatore d'azzardo che non ha rispetto della vita umana e che insieme a un gruppo di ricconi scommette su Ryan e i suoi amici, ai quali è stato agganciato al collo un collare con una bomba a orologeria: vincerà chi entro 60 minuti raggiungerà per primo il traguardo dall'altro lato della città, mentre gli altri moriranno.